# アウトプレースメント
アウトプレースメント（英: Outplacement）とは再就職支援ともいい、雇用調整により人員削減をする企業の依頼を受け、労使間の紛争の解決やアドバイスを行い、また、解雇もしくは退職した社員の再就職（独立自営や場合によってパート・アルバイト、派遣などの就業も含む。また、近年では会社に籍を置きながら、外部への出向というケースもある）へ向けての各種の支援を行うビジネスのことである。

## 概要
一般に、人材ビジネスとは、人材採用、人材派遣、人材紹介、アウトプレースメントの3つを指すが、この内、人材派遣や人材紹介は求職者が事業者に登録をして職を探し、その費用は受け入れた会社が負担するのに対し、アウトプレースメントは、人員削減をする会社の依頼により（もっとも、本人の同意は必要であるが）職を探し、その費用は人員削減を行う会社が負担するという違いがある。
ただ、アウトプレースメントのサービス自体は、求職者が自ら見つけて応募する求職活動を含めて、求職者の再就職活動全般に対する各種の支援を行うことにあり、必ずしも再就職先を直接提供することを指すものではない。
アウトプレースメントは、アメリカで1980年代頃から盛んに取り入れられるようになってきたビジネスで、好不況にかかわらず、比較的容易に人員削減をするアメリカにおいて、このビジネスは受け入れられるようになった。一方、日本においては、1990年代のバブル崩壊により人員削減を余儀なくされ、その一環としてこのビジネスが受け入れられるようになった。
このビジネスは、不況期に突入した時期や、各社が雇用調整を行うような、一般の企業群が苦しんでいる時期に、（世の潮流とは裏腹に）需要が高まり、活況になる傾向があり、反対に各社の雇用調整が落ち着いた後や景気が好転した時期には、企業は雇用の維持に方向転換するため、（世の潮流とは裏腹に）苦戦を余儀なくされる傾向がある、とも言われている。

## 特徴
- 求職者は無料で再就職に向けてのカウンセリングやパソコン・電話等の設備の利用、求人情報の提供などのサービスを受けることができる。また、求職者を採用する企業は無料で人材を紹介してもらえる。
- 人員削減の対象が主に中高年の人であることから、このビジネスで紹介される求職者は当然のことながら中高年の人が多くなる。
- 雇用調整の際に、アウトプレースメントのサービスにまで費用を掛けられる企業は、比較的資本の大きな企業に限られるため、このビジネスで紹介される求職者は、大企業で長く勤めていたケースが多い。

## 関連事項
- 人材派遣
- 人材紹介